# Faithfully Yours (film, 2022)
Pour les articles homonymes, voir Faithfully Yours (film, 1988) et Faithfully Yours (homonymie).
Pour plus de détails, voir Fiche technique et Distribution.
Faithfully Yours est un thriller néerlandais écrit et réalisé par André van Duren et sorti en 2022.
Le film a remporté le Gouden Film après avoir été vu par 100 000 personnes.

## Synopsis
La juge aux affaires familiales Bodil, comme c'est souvent le cas, fait une pause avec son amie Isabel en partant un week-end sur la côte belge. Elles se servent mutuellement d'alibi pour tricher et orchestrent cela en détail pour que leurs maris, Milan et Luuk, ne s'aperçoivent de rien. Après leur arrivée, chacune suit son propre chemin. Bodil séjourne dans une villa familiale dans les dunes, où elle fait l'amour avec un amant tandis qu'Isa se rend à son hôtel habituel et passe la nuit, droguée, sur la piste de danse.
Le lendemain matin, Bodil trouve une mare de sang dans le hall de sa villa. Isabel a disparu. Après enquête de la police, le groupe sanguin du sang semble correspondre à celui d'Isabel. La police trouve une photo d'Isabel, grièvement blessée, sur le dark web. Les conjoints Milan et Luuk viennent en Belgique. La juge Bodil est impliquée dans une affaire criminelle et elle se retrouve empêtrée dans la toile de mensonges tissés par elle et Isabel. Leurs maris entrent également en scène comme suspects, tout comme l'amant de Bodil de la nuit précédente et sa sœur, lorsqu'il semble y avoir erreur sur la personne, le meurtre visait en réalité la juge Bodil. Finalement, il s'avère que la disparition a été organisée par Isabel elle-même afin de se débarrasser de son mari et de repartir avec Yara, la sœur de Bodil, avec qui elle a entamé une relation lesbienne.

## Fiche technique
- Titre original : Faithfully Yours
- Réalisation : André van Duren
- Scénario : Elisabeth Lodeizen, Paul Jan Nelissen, André van Duren
- Photographie : Josje van Erkel
- Montage : Tim Wijbenga
- Musique : Laurens Goedhart, Fons Merkies
- Production : Rachel van Bommel
- Sociétés de production :
- Direction artistique : Vera van de Sandt
- Pays de production : Pays-Bas
- Langue originale : néerlandais
- Format : couleur
- Genre : thriller
- Durée : 95 minutes
- Dates de sortie : 
  - Pays-Bas : 22 décembre 2022
  - Belgique : 1er février 2023 (Filmfestival Oostende)

## Distribution
- Bracha van Doesburgh : Bodil Backer
- Elise Schaap : Isabel Luijten
- Nasrdin Dchar : Milan Saber
- Gijs Naber : Luuk Luijten
- Matteo Simoni : Michael Samuels
- Hannah Hoekstra : Yara Backer
- Sofie Decleir (nl) : Ann van Passel
- Anna De Ceulaer : Sophie Verschueren
- Soufiane Chilah : Beau Alami
- Damiano Incani : Ben Saber
- Soumaya Ahouaoui : Griffier
- Juda Goslinga : Meneer Houtveen
- Hans Dagelet :

## Récompenses et distinctions
- (en) Faithfully Yours: Awards, sur l'Internet Movie Database